# Argao
Argao là một đô thị hạng 1 của tỉnh Cebu, Philippines. Theo điều tra dân số năm 2007, đô thị này có dân số 62.226 người.

## Các đơn vị dân cư
Argao được chia thành các đơn vị hành chính gồm 45 khu dân cư (khu phố) (barangay).
| - Alambijud - Anajao - Apo - Balaas - Balisong - Binlod - Bogo - Butong - Bug-ot - Bulasa - Calagasan - Canbantug - Canbanua - Cansuje - Capio-an | - Casay - Catang - Colawin - Conalum - Guiwanon - Gutlang - Jampang - Jomgao - Lamacan - Langtad - Langub - Lapay - Lengigon - Linut-od - Mabasa | - Mandilikit - Montpellier - Panadtaran - Poblacion - Sua - Sumaguan - Tabayag - Talaga - Talaytay - Talo-ot - Tiguib - Tulang - Tulic - Ubaub - Usmad |